# ایلفراکم
latitudeایلفراکمlongitudeایلفراکم
ایلفراکم (به انگلیسی: Ilfracombe) یک شهرک در بریتانیا است که در انگلستان واقع شده‌است.

## خصوصیات
ایلفراکم ۱۰٬۸۴۰ نفر جمعیت دارد.

## خواهرخوانده
شهر Herxheim خواهرخواندهٔ ایلفراکم هست.